# Ланкастерский университет
Ланкастерский университет или Университет Ланкастера (англ. Lancaster University) — публичный исследовательский университет, расположенный в Ланкастере.

## История
Основан в 1964 году, является одним из лучших исследовательских университетов Великобритании, в котором учатся более 10 000 студентов, причем около 50 % составляют иностранцы. Некоторые факультеты, такие как «Бизнес и менеджмент», «Физика», «Социология и статистика» получили высшую оценку 5 в рейтинге британского образования.
Ланкастерский университет расположен в одном из живописнейших мест Великобритании — знаменитом своими пейзажами Озерном крае, на северо-западе Англии. Внешним видом и расположением университет напоминает американский — у него своя собственная, независимая от внешнего мира территория — кампус, который находится в 5 километрах от исторического центра города. Площадь университетского кампуса составляет 100 гектаров. Его можно назвать «городом в городе».
Школа менеджмента занимает 3-е место в Великобритании и 39 место в мировом рейтинге Бизнес-школ (2005 г). Бизнес-школа предлагает различные программы в сфере экономики, в том числе программу MBA.
Ланкастерский университет объявляет о новом кампусе в Лейпциге, Германия, в 2019 году - Университет Ланкастера в Лейпциге.
В 2020 году была построена новая школа инженерии.

## Структура
Ланкастерский университет состоит из 5 факультетов:
- Естественных наук
- Инженерных наук
- Общественных наук
- Искусств и гуманитарных наук
- Школа менеджмента